# Petropavlovsk (couraçado de 1911)
O Petropavlovsk (Петропавловск) foi um couraçado operado pela Marinha Imperial Russa e depois pela sucessora Frota Naval Militar Soviética e a segunda embarcação da Classe Gangut, depois do Gangut e seguido pelo Sebastopol e Poltava. Sua construção começou em junho de 1909 no Estaleiro do Báltico em São Petersburgo e foi lançado ao mar em setembro de 1911, sendo comissionado na frota russa no início de janeiro de 1915. Era armado com uma bateria principal composta por doze canhões de 305 milímetros montados em quatro torres de artilharia triplas, tinha um deslocamento carregado de mais de 24 mil toneladas e conseguia alcançar uma velocidade de 24 nós (44 quilômetros por hora).
O Petropavlovsk entrou em serviço na Primeira Guerra Mundial, porém pouco fez e passou todo o conflito protegendo o Golfo da Finlândia de um possível ataque alemão, algo que nunca ocorreu. Sua tripulação ficou insatisfeita e se amotinou após o início da Revolução Russa em março de 1917, tendo sido o único couraçado disponível aos bolcheviques pelos vários anos seguintes. Ele atuou na Guerra Civil Russa bombardeando uma guarnição revoltosa no Forte Krasnaya Gorka e depois deu suporte a forças bolcheviques contra britânicos apoiando o Exército Branco entre 1918 e 1919. Sua tripulação fez parte da Revolta de Kronstadt em 1921 e o navio foi renomeado para Marat (Марат) em seguida.
O couraçado foi modernizado e reconstruído entre 1928 e 1931. Na Segunda Guerra Mundial, ele bombardeou artilharias costeiras finlandesas durante a Guerra de Inverno em 1939. A Alemanha invadiu a União Soviética em junho de 1941 e o Marat teve sua proa explodida em um ataque aéreo contra Kronstadt, afundando em água rasa. Ele mesmo assim foi capaz de atuar como bateria estacionária durante o Cerco de Leningrado. Foi renomeado de volta para Petropavlovsk em 1943 e houve planos para tentar reconstruí-lo depois da guerra, porém nenhum deles foi levado adiante. Foi renomeado para Volkhov (Волхов) em 1950 e usado como navio-escola estacionário até ser desmontado em 1953.

## Características

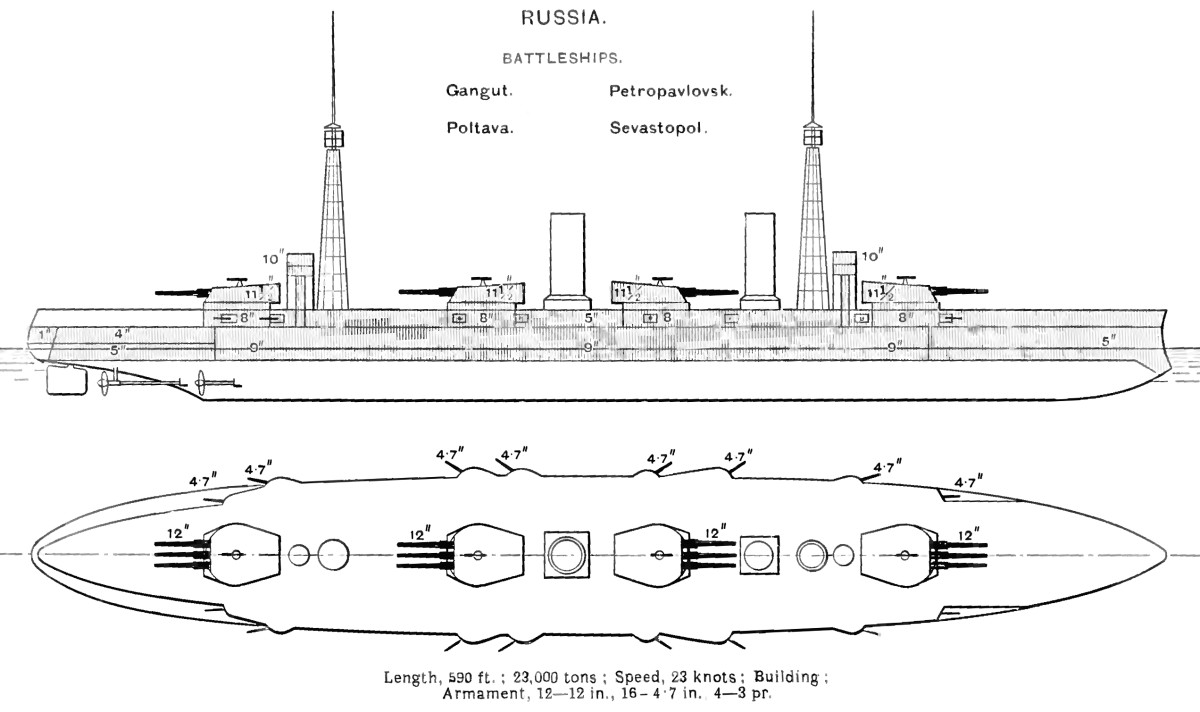
Desenho da Classe Gangut

O Petropavlovsk tinha 180 metros de comprimento da linha de flutuação e 181,2 metros de comprimento de fora a fora. Sua boca era de 26,9 metros e o calado de 8,99 metros, 49 centímetros a mais do que o projetado. Seu deslocamento carregado era de 24,8 mil toneladas, mais de 1,5 mil toneladas a mais do que o projetado. O sistema de propulsão tinha 25 caldeiras Yarrow mistas que alimentavam quatro turbinas a vapor Parsons. Estas tinham uma potência indicada de 42,6 mil cavalos-vapor (31,3 mil quilowatts) para uma velocidade máxima de 24 nós (44 quilômetros por hora). Ele podia carregar até 1 877 toneladas de carvão e 710 toneladas de óleo combustível, dando uma autonomia de 3,5 mil milhas náuticas (6,5 mil quilômetros) a dez nós (dezenove quilômetros por hora).
O Petropavlovsk era armado com uma bateria principal composta por doze canhões Obukhovskii Padrão 1907 calibre 52 de 305 milímetros montados em quatro torres de artilharia triplas dispostas pelo decorrer do comprimento da embarcação. Seu armamento secundário tinha dezesseis canhões Padrão 1905 de 120 milímetros montados em casamatas no casco. O navio foi originalmente equipado com um único canhão antiaéreo Padrão 1914/15 calibre 70 de 76 milímetros montado no tombadilho. Outras armas antiaéreas provavelmente foram adicionadas durante a Primeira Guerra Mundial, mas não se sabe os detalhes. Por fim, havia quatro tubos de torpedo de 450 milímetros submersos, dois em cada lateral. O cinturão de blindagem tinha entre 125 milímetros de espessura nas extremidades e 225 milímetros a meia-nau. O convés era protegido por uma blindagem entre doze e cinquenta milímetros. As torres de artilharia tinham laterais de 203 milímetros e tetos de cem milímetros, ficando em cima de barbetas com 150 milímetros acima do convés superior e 75 milímetros abaixo. Por fim, a torre de comando tinha laterais de 254 milímetros e teto de cem milímetros de espessura.

## História

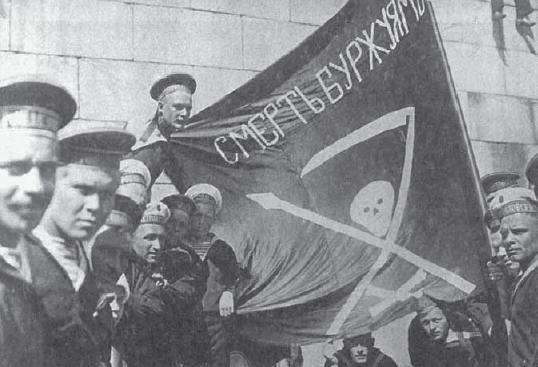
Marinheiros do Petropavlovsk amotinados em Helsinque em 1917

O batimento de quilha do Petropavlovsk ocorreu em 16 de junho de 1909 no Estaleiro do Báltico em São Petersburgo e foi lançado ao mar em 22 de setembro de 1911. Entrou em serviço em 5 de janeiro de 1915, quando chegou em Helsinque e foi designado para a Primeira Brigada de Couraçados da Frota do Báltico. O Petropavlovsk e seu irmão Gangut deram cobertura para operações de campos minados entre 10 e 11 de novembro e depois em 6 de dezembro. Não participou de ação alguma em 1916. Sua tripulação juntou-se ao motim geral da Frota do Báltico em 16 de março de 1917, após os marinheiros entediados terem sido informados da Revolução de Fevereiro em Petrogrado. O Tratado de Brest-Litovski exigiu que os soviéticos evacuassem Helsinque em março de 1918 ou teriam seus navios internados na recém-independente Finlândia, mesmo com o Golfo da Finlândia ainda estando congelado nessa época do ano. A Classe Gangut liderou o primeiro grupo de navios a partirem em 12 de março, chegando em Kronstadt cinco dias depois naquilo que ficou conhecido como "Viagem de Gelo".
O Petropavlovsk foi o único couraçado operacional de posse dos soviéticos e proporcionou cobertura para embarcações menores em missões na Guerra Civil Russa. Ele abriu fogo em 31 de maio de 1919 em defesa do contratorpedeiro Azard e vários draga-minas que tinham caído em uma armadilha de forças britânicas apoiando o Exército Branco. O contratorpedeiro britânico HMS Walker estava aparentemente operando sozinho e os soviéticos partiram para atacá-lo, porém outros contratorpedeiros britânicos estavam posicionados para emboscá-los. O Azard recuou em velocidade máxima e o Petropavlovsk atirou no Walker a aproximadamente 12,8 quilômetros. Este foi atingido duas vezes, mas sofreu danos leves e dois marinheiros foram feridos, com as embarcações britânicas recuando quando aproximaram-se demais dos campos minados e baterias costeiras soviéticas. Alguns dias depois, o Petropavlovsk e o pré-dreadnought Andrei Pervozvanny bombardearam o Forte Krasnaya Gorka, cuja guarnição tinha se amotinado. O navio disparou pelo menos 568 projéteis de 305 milímetros e a guarnição se rendeu em 17 de junho quando Leon Trótski prometeu que suas vidas seriam poupadas, mas pouco depois ele ordenou que todos fossem executados. A lancha costeira britânica HMS CMB 88 reivindicou ter torpedeado o Petropavlovsk em 17 de agosto de 1919 durante um ataque noturno contra Kronstadt, mas a embarcação estava ilesa. Sua tripulação juntou-se à Revolta de Kronstadt em março de 1921, porém esta foi subjugada de forma sangrenta e o couraçado foi renomeado Marat (Марат) no dia 31 em homenagem ao líder revolucionário francês Jean-Paul Marat. Seu principal telêmetro foi transferido para uma plataforma no mastro dianteiro em 1922 e três canhões antiaéreos de 76 milímetros de 76 milímetros foram instalados nos tetos da primeira e quarta torre de artilharia.

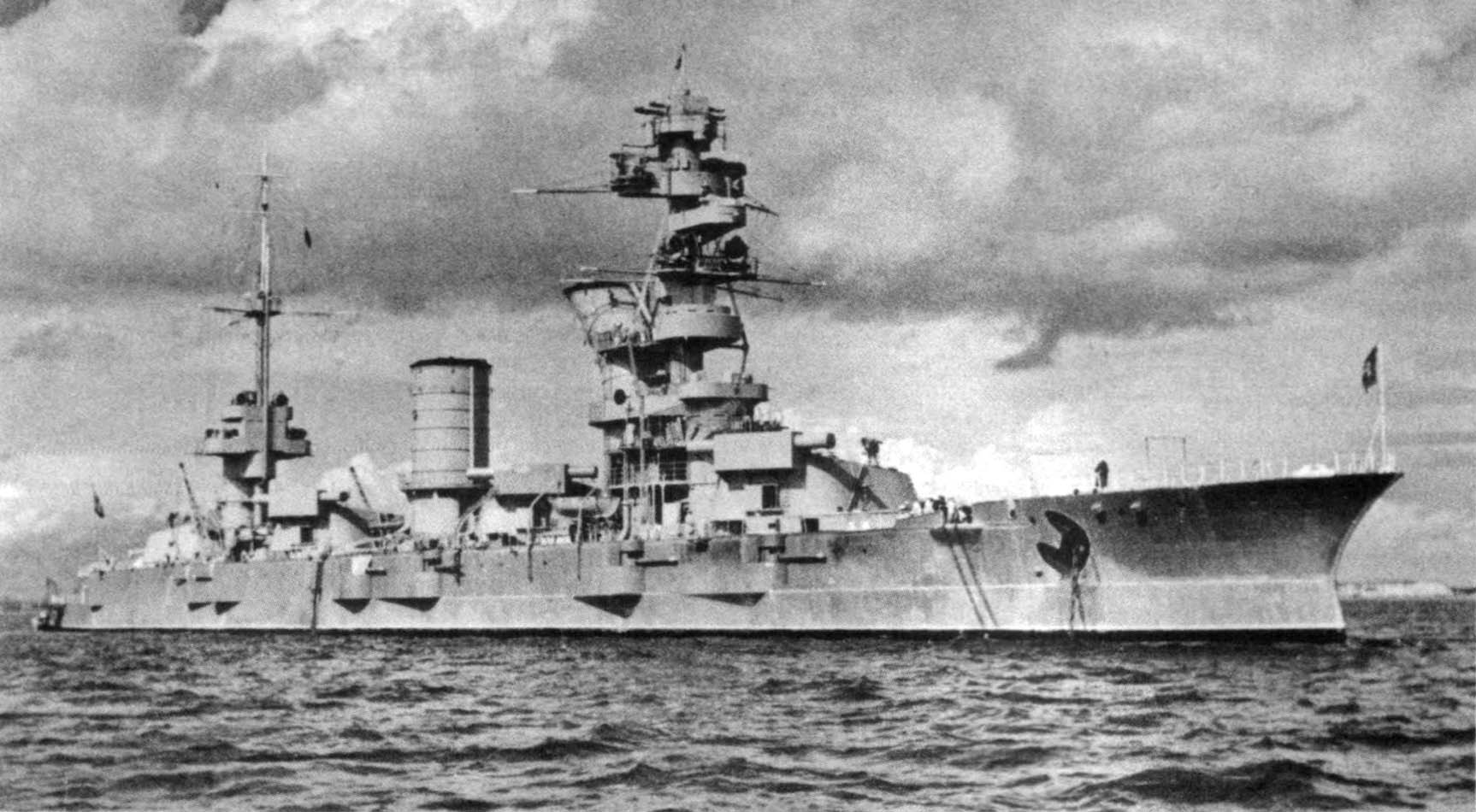
O Marat em 1939 após sua modernização

O Marat foi parcialmente reconstruído entre 1928 e 8 de abril de 1931 no Estaleiro do Báltico. A principal alteração externa foi a construção de uma superestrutura dianteira muito maior e mais elaborada necessária para abrigar os instrumentos de controle de disparo. Um diretório de controle de disparo KDP-6 com dois telêmetros Zeiss de seis metros foi posicionado no topo do mastro tubular. Um telêmetro Zeiss de oito metros também foi adicionado na superestrutura de ré. O topo da primeira chaminé foi alongado em dois metros e angulado para trás em uma tentativa de impedir que os gases quentes interferissem com as posições de controle e artilharia. Um guindaste foi instalado no mastro principal para lidar com um hidroavião KR-1 importado da Alemanha e guardado acima da terceira torre de artilharia. Nenhuma catapulta de aeronaves foi instalada, assim ela precisava decolar e pousar na água. Um castelo da proa foi adicionado com o objetivo de melhorar a sua navegabilidade. As torres de artilharia foram reformadas, os canhões substituídos e novos telêmetros de oito metros instalados em cada torre. Suas caldeiras foram convertidas para queimarem apenas óleo combustível e caldeiras mais poderosas permitiram que três caldeiras fossem removidas. O espaço liberado foi usado como depósito de munição para as armas antiaéreas e para espaços de controle. As turbinas de cruzeiro também foram removidas, o que simplificou o maquinário ao custo de uma pequena perda de potência. Estas alterações aumentaram o deslocamento carregado para 26 170 toneladas e o comprimento de fora a fora para 184 metros. Sua altura metacêntrica aumentou para 1,93 metros dos 1,76 metros originais, principalmente porque o navio passou a carregar seu óleo combustível no fundo duplo em vez de depósitos altos nas laterais da embarcação. Mais peso foi adicionado antes da Segunda Guerra Mundial, incluindo o aumento da espessura do teto das torres de artilharia para 152 milímetros, diminuindo a altura metacêntrica para 1,7 metros. Isto foi considerado insatisfatório e novos planos de reconstrução foram elaborados, mas cancelados após a invasão alemã da União Soviética em 1941.
O couraçado participou da Revista de Coroação do rei Jorge VI do Reino Unido em 20 de maio de 1937. O envolvimento do Marat na Guerra de Inverno foi mínimo, tendo bombardeado baterias costeiras finlandesas em dezembro de 1939 em Saarenpää com 133 projéteis explosivos antes do Golfo da Finlândia congelar. Seu armamento antiaéreo foi reforçado no início de 1940. Seus antigos canhões de 76 milímetros foram substituídos por mais modernos canhões 34-K de 76 milímetros e uma montagem dupla 81-K das mesmas armas em seu tombadilho. Os depósitos de munição destas armas ficavam situados nas casamatas mais de ré, que tiveram seus canhões de 120 milímetros removidos. Seis canhões 70-K de 37 milímetros também foram adicionados em algum momento. Estas adições aumentaram o deslocamento carregado para 26,7 mil toneladas. Foi para Tallinn poucos depois da ocupação da Estônia, mas retornou para Kronstadt em 20 de junho de 1941, dois dias antes da invasão alemã. Ele abriu fogo contra posições alemães do 18º Exército em 8 de setembro a partir de um canal entre Leningrado e Kronstadt, sendo levemente danificado por um projétil de 149 milímetros oito dias depois.

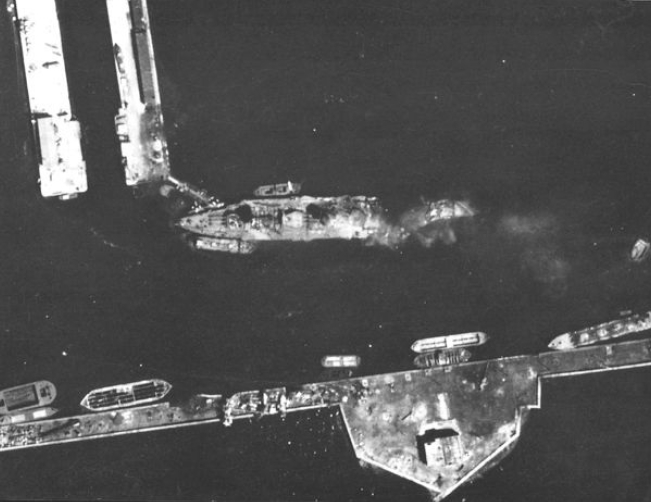
Fotografia aérea alemã do Marat com sua proa explodida e vazando óleo

O Marat afundou em seu ancoradouro em 23 de setembro de 1941 depois de ser atingido quase simultaneamente próximo da superestrutura dianteira por duas bombas de uma tonelada. Estes acertos causaram a explosão do depósito de munição dianteiro, o que jogou a torre de artilharia para fora do navio, explodiu a superestrutura e a primeira chaminé para estibordo e demoliu sua proa entre as armações 20 e 57, matando 326 homens. O couraçado gradualmente afundou onze metros até o fundo do porto. Seu naufrágio é comumente creditado ao primeiro-tenente Hans-Ulrich Rudel do Esquadrão de Mergulho 2 a bordo de um bombardeiro de mergulho Junkers Ju 87, porém Rudel jogou apenas uma das bombas. A popa do Marat foi depois reflutuada e ele foi usado como bateria flutuante, porém todos os seus canhões de 120 milímetros foram removidos. Inicialmente, apenas a terceira e quarta torres de artilharia estava operantes, mas a segunda torre foi consertada em meados de 1942. O navio disparou um total de 1 971 projéteis de 305 milímetros durante o Cerco de Leningrado. Lajes de granito entre quarenta e sessenta milímetros de espessura foram colocadas em seu convés em dezembro de 1941 a fim de reforçar sua proteção. Outra antepara transversal foi construída atrás da armação 57 e o espaço preenchido com concreto com o objetivo de impedir que o navio afundasse caso a antepara original se rompesse.
Foi renomeado de volta para Petropavlovsk em 31 de maio de 1943. Houve vários planos para reconstruí-lo após a guerra usando a proa de seu irmão Frunze, mas esses não foram aceitos e foram formalmente cancelados em 29 de junho de 1948. Foi renomeado para Volkhov (Волхов) em 28 de novembro de 1950 em homenagem a um rio próximo. Foi usado como navio-escola estacionário até ser tirado de serviço em 4 de setembro de 1953, sendo desmontado em seguida.